# بيل روبنسون (مهندس)
بيل روبنسون (بالإنجليزية: William Robinson)‏ هو مهندس نيوزيلندي، ولد في 2 أكتوبر 1938 في أوكلاند في نيوزيلندا، وتوفي في 17 أغسطس 2011 في كرايستشرش في نيوزيلندا.